# Bauernschlau (Spiel)
Bauernschlau ist ein 1991 bei F.X. Schmid erschienenes Spiel für zwei bis sechs Spieler von Tom Schoeps. Es erschien außerdem auf Italienisch als Serafino bei Dal Negro.

## Inhalt
- 1 Spielplan
- 52 Schafplättchen
  - 8 weiße Schafe, Wert 1
  - 9 weiße Schafe, Wert 2
  - 9 weiße Schafe, Wert 3
  - 9 weiße Schafe, Wert 5
  - 17 schwarze Schafe, Wert −3
- 1 Holz-Hund
- 60 Zaunstücke aus Holz
- Spielanleitung (8 DIN-A5-Seiten)

## Spielprinzip
Spielziel ist es, möglichst viele der wertvollen weißen Schafe im eigenen Gebiet unterzubringen. Zu Beginn schaut sich jeder Spieler eines der verdeckten Schafplättchen an und platziert es verdeckt auf einem beliebigen Feld. In den folgenden Runden kann ein Spieler entweder ein weiteres verdecktes Plättchen ansehen und wie das erste platzieren, ein verdecktes Plättchen aufdecken, ein verdeckt mit dem Hund auf ein anderes Feld legen und dort aufdecken oder ein Zaunstück an einen der beiden eigenen Zäune anlegen. Da immer zwei Spieler an einem Zaun bauen, entsteht so eine Grenze zwischen ihnen.
Das Spiel endet, sobald ein Gebiet vollständig eingegrenzt ist und dessen Felder entweder mit Schafplättchen oder dem Hund besetzt sind. Nun zählen die Spieler die Werte ihrer aufgedeckten Schafe zusammen, allerdings zählen nur die in eingezäunten Gebieten. Felder, auf denen zwei oder drei Gänse abgebildet sind, verdoppeln bzw. verdreifachen den Wert der dort platzierten Schafe. Nicht verbrauchte Zaunstücke eines Spielers, von denen jeder zu Beginn – abhängig von der Spielerzahl – eine bestimmte Anzahl erhalten hat, zählen einen Minuspunkt.

## Auszeichnungen
- 1991: Aufnahme in die Auswahlliste zum Spiel des Jahres
- 1991: Deutscher Spiele Preis Platz 2

## Quelle
Dieser Artikel wurde vom Ersteller zuerst in der Ludopedia veröffentlicht.